# Sumidagawa (Nō)

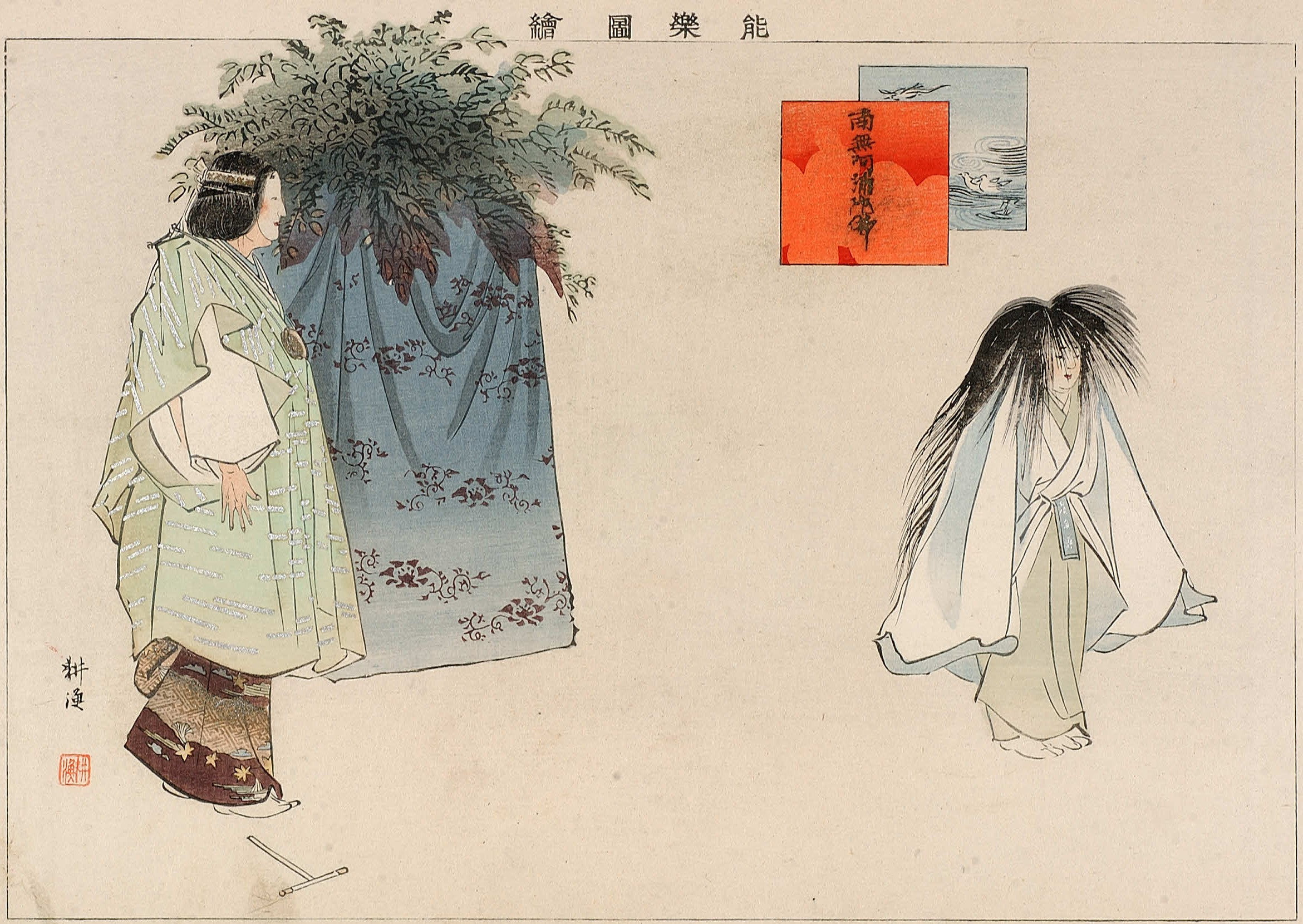
Szene aus dem Drama

Sumidagawa (japanisch 隅田川), Am Sumida-Strom, ist der Titel eines Nō-Dramas von Jurō Motomasa. Das Stück ist im Rahmen der Nō-Kategorie ein Viertspiel in der seltenen Form eines Einakters.

## Vorbemerkung
Dieses Nō handelt von einem Jungen namens Umewakamaru (梅若丸), der entführt worden war, verstarb und von seiner Mutter gesucht wird, die dabei wahnsinnig geworden ist.
Es treten folgende Personen auf:
- Waki: Ein Fährmann
- Wakitsure: Ein Reisender
- Shite: Die Mutter des Umewakamaru
- Kokata: Der Geist des Umewakamaru

## Handlung
Auf der Bühne sieht man ein mit Weidenzweigen bestecktes Holzgerüst, das das Grab des Umewakamaru darstellt.
1. Vorspiel. Mit Namensnennung tritt der Fährmann auf. Namensnennung mit Hinweis auf das Trauerritual. Reisender, der von Kyōto zu seinem Bekannten ins Ostland reist, tritt unter orchestraler Einführung auf. Gesang. Namens-, Weg- und Ankunftsnennung. Er gelangt zum Sumida-Fluss. Gespräch mit dem Fährmann.
2. Mit orchestralem Klang erscheint die wahnsinnig gewordene Mutter des Umewakamaru. Chor: „Wandert sie auch tausend Meilen weit, nie vergisst den Sohn die Mutter … “
3. Fährmann und Mutter, die sich übersetzen lassen will, im Gespräch. Wechselrede. Im Boot: Der Reisende sieht, dass sich am anderen Ufer Menschen versammeln, und fragt den Fährmann nach dem Grund. Dieser erklärt in einer langen Rede, dass vor einem Jahr ein Sklavenhändler auf dem Weg in den Norden war und einen Knaben mit sich führte, der aber nicht mehr weiterkonnte. Er nannte seinen Namen und bat, eine Weide auf seinem Grab zu pflanzen, und starb. Dialog der Mutter mit dem Fährmann.
4. Die Mutter steigt aus und geht auf das Grab zu, betrauert den Sohn. Chor: „Grabt die Erde auf, damit die Mutter ihren Sohn noch einmal erblicke …“
5. Große Buddha-Anrufung. Wechselrede zwischen Mutter und Fährmann. Chor: Gemeinsames Nembutsu[A 2]. Auch aus dem Grabe erklingt jetzt, mit dem Nembutsu der anderen zusammen, das Nembutsu des Kindes. Zuletzt kommt Umewakamaru aus dem Grab hervor, verschwindet aber rasch wieder. Abschlusschor: „Sie wollen sich die Hände reichen, doch er verschwindet wieder … Oh Sehnsucht und Erbarmen.“

## Hinweis
Benjamin Britten legte dieses Nō-Drama einer seiner Church Parables (Kirchenparabeln) zugrunde.